# 摩納哥革命

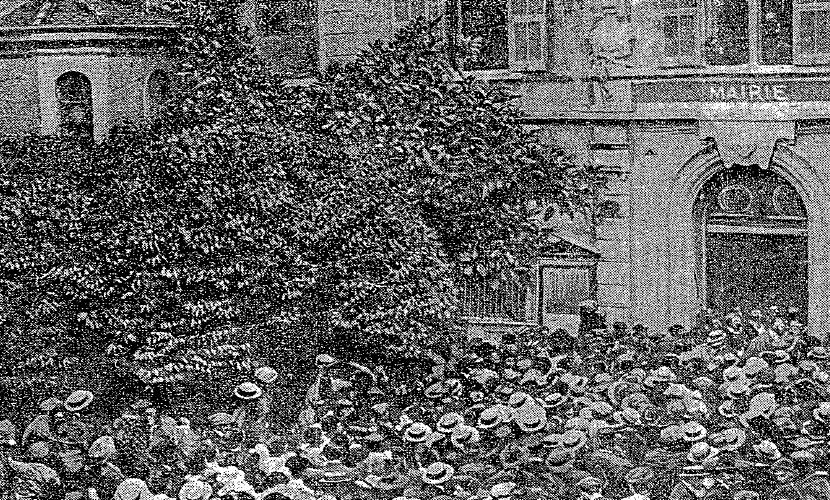
摩纳哥市长宣布阿尔伯特一世亲王向人民作出让步。

1910年的摩纳哥革命是摩纳哥人民与其统治者阿尔伯特一世亲王的一系列对抗事件。 随着次年摩纳哥宪法的颁布，摩纳哥君主专制正式终结。 

## 大众訴求
人民对親王有不同的不满。由于摩纳哥缺乏农田或工厂，當地的博彩机构被禁止雇用摩纳哥人，令摩纳哥出現严重的失业狀況。摩纳哥的聲譽一直受「欧洲道德污水池」恶名所影響，人民的民族自豪感低下。此外，親王把財富耗費於法国而非國內。因此，摩纳哥人要求制定宪法和建立议会，如親王不同意訴求則威胁廢除君主制并建立共和国。摩纳哥人其他訴求包括终止卡米耶·布朗和罗兰·波拿巴对博彩机构的垄断、把政府內的法国公民革職，以及将親王的财政与国家财政分家。  
1910年3月上旬，由Suffren Peymond、Théodore Gastaud、André Marsan和Charles Bellando de Castro组成的代表团向親王发出最后通牒。 在 3 月內，親王默许了他们的要求。 在當年余下的时间，人们繼續抗议法国对摩纳哥政府和经济的支配地位。 親王宫被愤怒的暴徒袭击和抢劫。 親王在衛隊隊協助下逃離了王宮并留在法国，直至骚乱平息。 親王衛隊士兵试图在长达一天的骚乱中保卫宫殿，但最终失败。

## 宪法
1911年1月5日，新宪法颁布。尽管如此，阿尔伯特一世亲王在第一次世界大战期间仍然拥有相当大的权力，并於戰時暂停行使宪法。 1922 年阿尔伯特一世亲王去世后， 《纽约时报》发表了 1921 年对亲王的采访，内容涉及这一系列过程以及他对 1911 年革命必要性的看法。 